# The Grass Roots
I The Grass Roots sono un gruppo musicale rock formato nel 1965 a Los Angeles, California, Stati Uniti. La band fu creata da Lou Adler e dal duo di compositori P. F. Sloan e Steve Barri. Nel corso della loro carriera hanno venduto 20 milioni di dischi in tutto il mondo.
Creed Bratton, uno dei membri della band, è noto anche per il suo ruolo nella serie The Office.

## Formazioni

### Attuale
- Mark Dawson - Voce solista, Basso (2008–a oggi)
- Dusty Hanvey - Chitarra solista, Voce (1984–a oggi)
- Larry Nelson - Tastiere (1984–a oggi)
- Joe Dougherty - Batteria (1989–a oggi)

### Ex membri
- Steve Barri – strumenti vari, voce, autore e produttore (1965–1973)
- P.F. Sloan – voce solista, chitarra, autore, produttore (1965–1967)
- Joel Larson – batteria (1965–1966, 1972–1979, 1981)
- Denny Ellis – chitarra, voce (1965–1966)
- Creed Bratton - chitarra, voce, autore (1967-1969)
- Willie Fulton – chitarra solista, voce (1965–1966)
- David Stensen – basso, voce (1965–1966)

## Discografia essenziale
- Where Were You When I Needed You, 	 1966
- Let's Live for Today, 1967
- Feelings,	1968
- Lovin' Things, 1969
- More Golden Grass,	1970
- Move Along,1972
- Alotta' Mileage, 	1973
- Self Titled, 1975
- Powers of the Night, 1982
- Live Gold, 2008